# Boston United Football Club
Boston United Football Club é um clube de futebol inglês, sediado na cidade de Boston. Fundado em 1933, manda as suas partidas no estádio York Street, que possui capacidade de 6.643 lugares. Atualmente disputa a National League North, equivalente à 6ª divisão do futebol inglês.
Suas cores são amarelo e preto. Foi nesta equipe onde o meia Paul Gascoigne encerrou sua carreira de jogador, em 2004. Tem como rival o York City.

## Elenco
Atualizado em 14 de abril de 2020.

## Títulos

### Liga
- National League: 1

2001–02
- Southern League: 1

1999–2000
- Northern Premier League: 4

1972–73, 1973–74, 1976–77, 1977–78

### Copa
- Northern Premier League Challenge Cup: 3

1973–74, 1975–76, 2009–10